# Ondansétron
L'ondansétron est un antagoniste 5HT3 principalement utilisé comme antiémétique. Il est indiqué dans la prévention des nausées et vomissements aigus associés à la chimiothérapie anticancéreuse.
C'est un médicament qui peut aussi être utilisé comme adjuvant à un traitement antidépresseur, car le blocage du récepteur 5-HT3 induit une amélioration de la réponse au traitement antidépresseur. Il est également efficace pour stopper les vomissements et les nausées provoqués par la gastro-entérite.
Il est commercialisé en France sous le nom de Zophren par le laboratoire GlaxoSmithKline.

## Grossesse
L'utilisation de l'ondansétron au cours du premier trimestre de la grossesse est associée avec un risque légèrement augmentée de fente labio-palatine.

## Divers
L'ondansétron fait partie de la liste des médicaments essentiels de l'Organisation mondiale de la santé (liste mise à jour en avril 2013).